# Isonychus alienus
Isonychus alienus är en skalbaggsart som beskrevs av Frey 1970. Isonychus alienus ingår i släktet Isonychus och familjen Melolonthidae. Inga underarter finns listade i Catalogue of Life.